# Pseudotanais (Pseudotanais) lilljeborgi
Pseudotanais (Pseudotanais) lilljeborgi is een naaldkreeftjessoort uit de familie van de Pseudotanaidae. De wetenschappelijke naam van de soort werd in 1882 voor het eerst geldig gepubliceerd door Georg Ossian Sars.